# Sebastian Bieniek

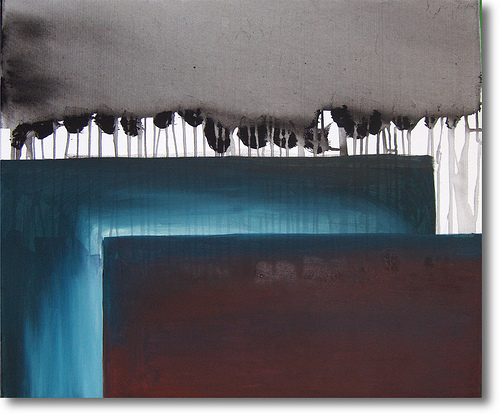

Sebastian Bieniek, född 24 april 1975 i Czarnowasy i sydvästra Polen, död 9 februari 2022, var en tysk regissör, konstnär, fotograf och författare. Hans arbete omfattade verk som Bieniek-Face, Bieniek-Hand, Bieniek-Text, Bieniek-Paint, Bieniek-Body och Bieniek-Set.

## Biografi
Sebastian Bieniek var född och uppvuxen i Polen. Vid 13 års ålder emigrerade han och hans familj till Tyskland. Han började på Konsthögskolan i Braunschweig med inriktning på fotografi, följt av en Master of Arts vid Universität der Künste i Berlin. Här gjorde han även sina första filmer. Därefter började han arbeta utomlands. Han fick ett stipendium från det tysk- franska ungdomsarbetet i Rennes, där många av hans verk slutfördes. 2002 inledde han studier vid Tyska Film- och TV-Akademin i Berlin. 2011 skrev Sebastian Bieniek boken REALFAKE.

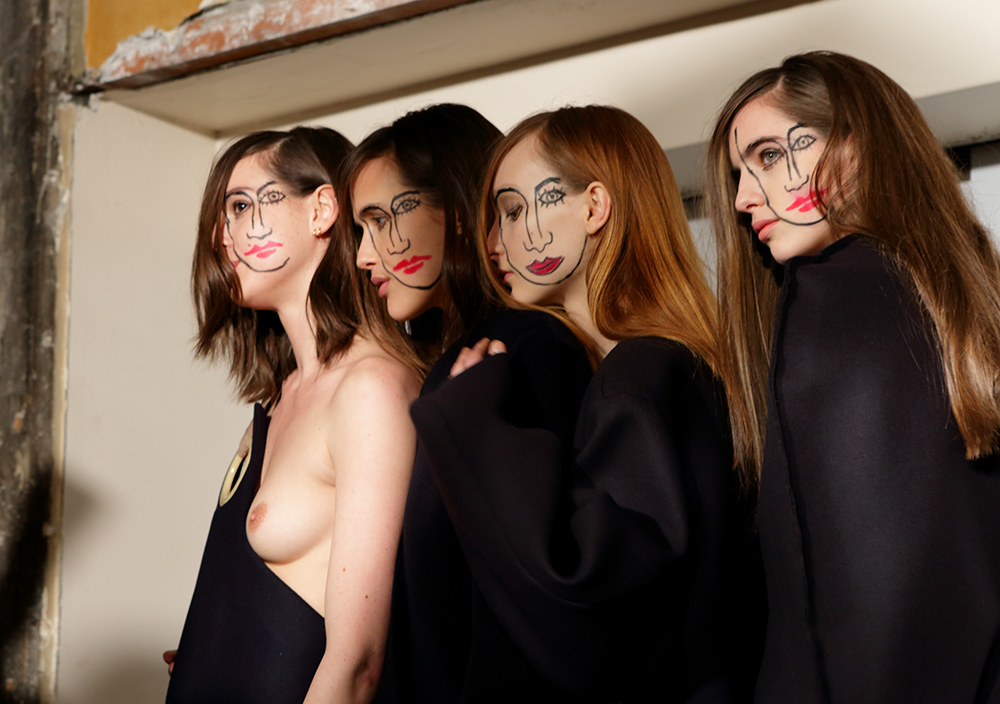
Modeller med ett bieniskt ansikte av Sebastian Bieniek i ansiktet, före presentationen av Jacquemus-collection vid Paris Fashion Week våren 2015.

## Bieniek-Face
Bieniek-Face(även Bieniekface, Bieniek-ansikte, Bieniekansikte eller Bieniek-Face) är en oeuvre av Sebastian Bieniek. Denna oeuvre är uppdelad i målning och fotografi.
Bieniek-Face Oeuvre startade med Secondfaced-serien och består  av 35 serier av bilder och 15 serier av målningar. År 2013 blev oeuvre känd världen över med hjälp av Internet. Det första fotot som visades runt om i världen visade konstnärens son, som var sex år gammal.

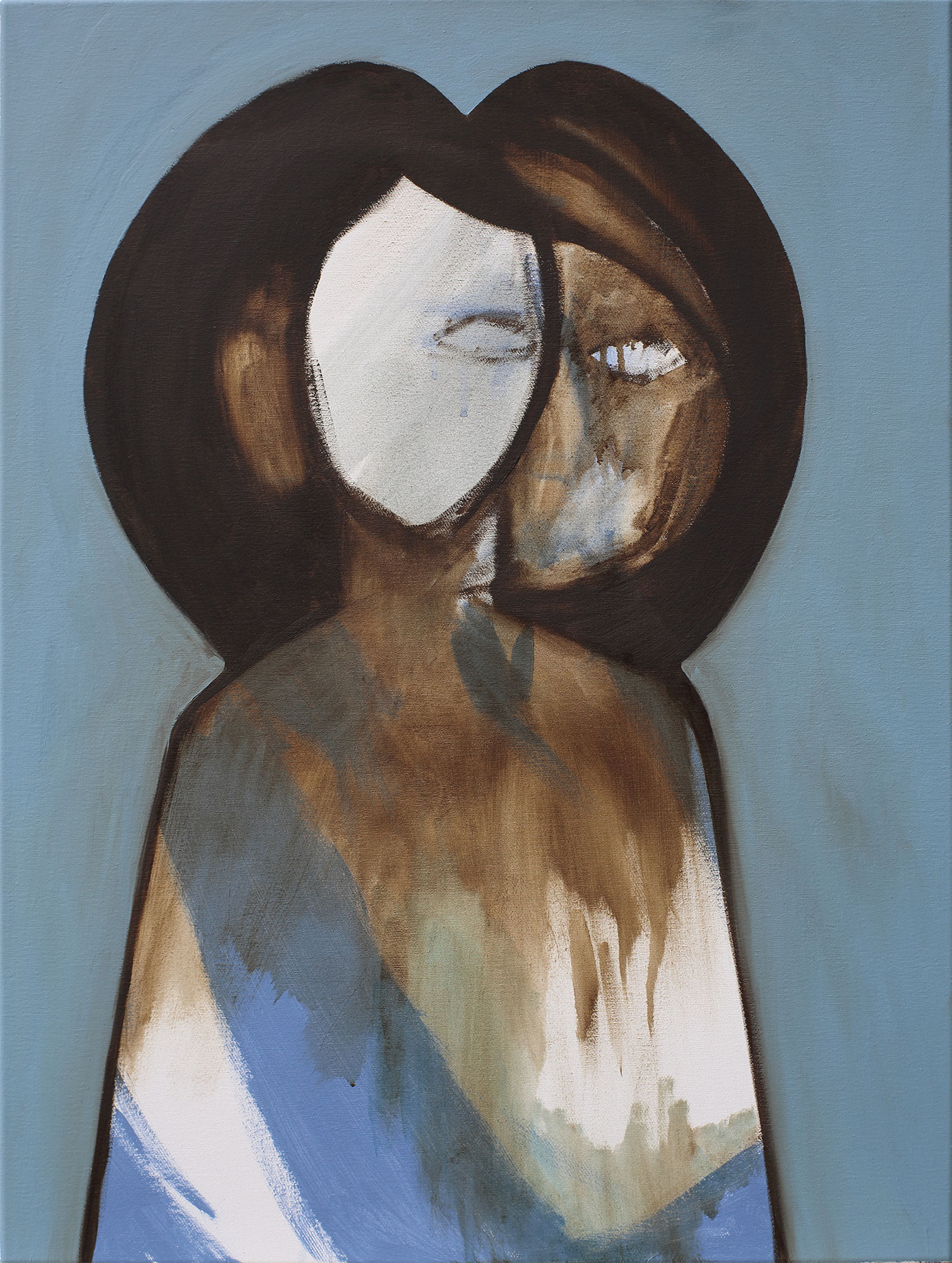
Målning av Sebastian Bieniek. Titled "Face 80x60 No. 6", 2015. Olja på duk. Från bieniek-ansiktets oeuvre. Abstrakt målning (målning). Målare som bor i Berlin

### Spridning i media
Konstverk från Bieniek-Face Oeuvre visades i följande medier:
- 2015, Kinesisk tv[15]
- 2015, Japansk tv[16]
- 2015, Süddeutsche Zeitung[17]
- 2016, arte tv[18]
- 2016, tv Berlin[19]
- 2016, DerStandard[20]
- 2016, RBB Fernsehen[21]
- 2016, Deutsche Welle, tv[22]
- 2018, Süddeutsche Zeitung[23]
- 2019, Vogue Spain[24]
- 2019, poster för 38:e Istanbul International Film Festival[25]

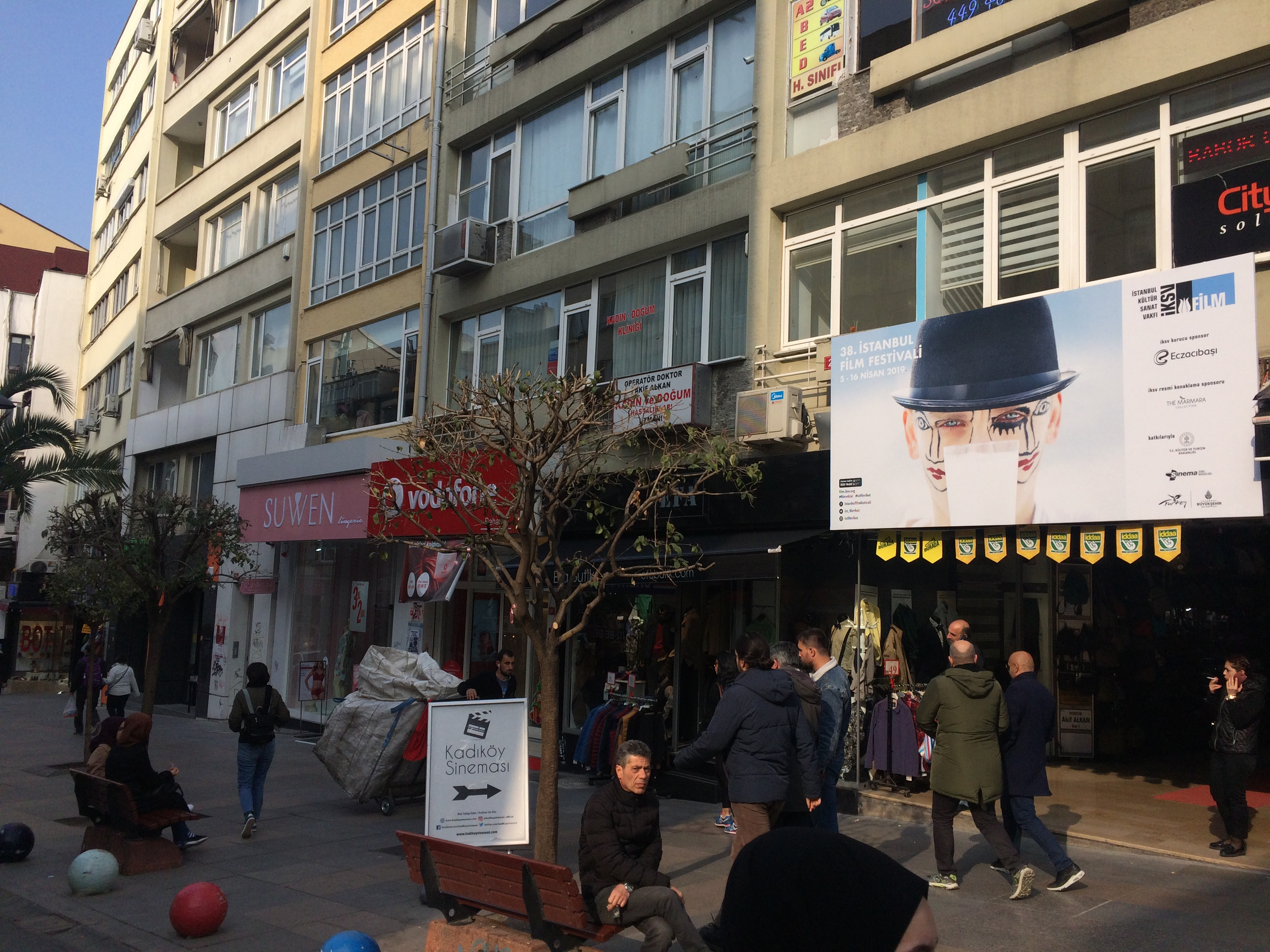
"Double Bieniek-Face No. 2" av Sebastian Bieniek över ingången till en biograf i Istanbul som ett landmärke och affisch för Istanbuls 38:e internationella filmfestival i maj 2019.

### Utställningar
Utställningar där Bieniek-Face konstverk visades:
- 2014, Nicola von Senger Galerie, Zurich[26]
- 2015, Ho Gallery, Wien[27]
- 2016, Views Bahrain, Bahrain[28]
- 2018, Luisa Catucci Gallery, Berlin[29]

## Filmografi
- 2004 : Sand
- 2008 : Silvester Home Run